# تپه عسل مست
تپه عسل مست مربوط به عصر مفرغ است و در شهرستان نهاوند، بخش مرکزی، دهستان گاماسیاب، ۱ کیلومتری ضلع شرقی روستای فاماسب واقع شده و این اثر در تاریخ ۲۵ آبان ۱۳۸۷ با شمارهٔ ثبت ۲۳۷۳۳ به‌عنوان یکی از آثار ملی ایران به ثبت رسیده است.